# Paralembidae
Famille
Synonymes
- Anophryidae

Les Paralembidae sont une famille de Ciliés de la classe des Oligohymenophorea et de l'ordre des Philasterida.

## Étymologie
Le nom de la famille vient du genre type Paralembus, de para-, « à côté de », et -lembus, par allusion aux genres Lembus  Cohn, 1866 (protiste) et Lembus Günther, 1860 (poisson), littéralement « à côté de Lembus », ce nouveau nom, Paralembus, ayant été donné pour lever l'ambiguïté générée par la double attribution du nom de genre, Lembus, à un poisson, puis à ce cilié.
Quant au mot latin lembus lui-même, il dérive du grec ancien λέμβος / lembos, « petit bateau », peut-être en référence à la ressemnlance de ce cilié avec un bateau.

## Description
Les Paralembidae ont une taille petite (< 80 µm). Leur forme est ovoïde, avec leur extrémités antérieure et postérieure nues. Ils vivent en natation libre. Leur ciliation somatique est holotriche (c. à d. homogène). Ils possèdent un cil caudal long. Leur région buccale peut être étendue, avec un long début paroral au niveau du polykinétide oral 2, qui est plus de trois fois plus long que le polykinétide oral 3, ce dernier étant généralement orienté transversalement par rapport aux deux précédents. Leur scutica s’étant sur une grande zone de kinétosomes. Leur macronoyau est globulaire à ellipsoïde, rarement allongé. Micronoyau, vacuole contractile et cytoprocte sont présents. Les Paralembidae sont bactérivores et histophages (se nourrissent des tissus de leur hôte).

## Habitat
Les Paralembidae vivent en eaux salées, certaines espèces vivent dans les détritus marins (« neige marine »).

## Liste des genres
Selon GBIF (2 mars 2024) et Lynn(2010) :
- Anophrys Cohn, 1866
- Cryptolembus Gunderson, 1985
- Magnalembus Small & Lynn, 1985
- Mesolembus Small & Lynn, 1985
- Ovolembus Small & Lynn, 1985
- Paralembus Kahl, 1933 genre type : nom. inval., car Kahl n'a pas attribué d'espèce type à ce genre.
  - genre synonyme : Lemboides Kahl, 1931, nom. illeg., car déjà attribué à un crustacé, Lemboides Stebbing, 1895.

## Systématique
Le nom valide de ce taxon est Paralembidae Corliss & de Puytorac in Samall & Lynn, 1985.
Les bases CatalogueofLife et GBIF référencent aussi la famille des Anophryidae avec deux genres : Anophryoides Puytorac & Grolière, 1979 et  Anophrys. Cependant GBIF classe aussi le genre Anophryoides dans la famille des Orchitophryidae.